# Мастијано (Лука)
Мастијано је насеље у Италији у округу Лука, региону Тоскана.
Према процени из 2011. у насељу је живело 54 становника. Насеље се налази на надморској висини од 239 м.